# Crêt Malherbe
Pour les articles homonymes, voir Malherbe.
Le crêt Malherbe, situé sur de la commune de Marcenod, est le point culminant des monts du Lyonnais. Haut de 946 mètres, il offre un panorama sur la chaîne des Alpes et le massif du Pilat. Trapu et discret, il est moins visible que le signal de Saint-André qui pointe à 934 m se détachant sur la ligne des crêtes à l'aplomb des coteaux du Lyonnais, aussi bien visible depuis Lyon que depuis l'intérieur des monts du Lyonnais.
Bien que constituant un appréciable « poste d’observation », ce sommet est peu fréquenté et accessible seulement par un sentier à partir du hameau des Loives, sur la commune de Larajasse (Rhône), ou de ceux du Bruneton ou de la Thomassière, sur celle de Marcenod (Loire).